# Sd.Kfz.6
Sd.Kfz.6 (Sonderkraftfahrzeug 6) – półgąsienicowy ciągnik o nominalnej mocy holowania pięciu ton, używany przez armię niemiecką podczas II wojny światowej.

## Historia
Ciągnik został zaprojektowany na początku 1934 r. przez firmę Büssing-NAG. Miał być przeznaczony do holowania lekkiej haubicy polowej 10,5 cm leFH 18 kal. 105 mm oraz różnych przyczep. Początkowo pojazd został oznaczony jako BN l 5 (lekki półgąsienicowy ciągnik Büssing-NAG), konstrukcja była jednak rozwijana aż do modelu BN 9, który wszedł do produkcji w 1939 roku. W drodze rozwoju usunięto literę "l", ponieważ była myląca w stosunku do nazewnictwa Wehrmachtu. Ostatecznie Sd.Kfz.6 był produkowany w zakładach Daimler-Benz i Praga.

## Wersje rozwojowe
- Sd.Kfz.6 – podstawowa wersja inżynieryjna o mocy holowania pięciu ton;
- Sd.Kfz.6/1 – ciągnik artyleryjski;
- Sd.Kfz.6/2 – wersja przeciwlotnicza;
- Sd.Kfz.6/3 – prototypowy niszczyciel czołgów uzbrojony w zdobyczną rosyjską armatę polową 76,2 mm F-22.